# Saison 12 des Simpson
Vous lisez un « bon article » labellisé en 2015.
Chronologie
Saison 11 Saison 13
La douzième saison des Simpson est diffusée pour la première fois aux États-Unis par la Fox entre le 1er novembre 2000 et le 20 mai 2001. En France, elle est diffusée entre le 28 août et le 5 novembre 2001 sur Canal+ et depuis janvier 2007 sur W9, et en Belgique entre le 24 septembre et le 22 octobre 2001 sur Club RTL. En Suisse, elle était diffusée sur TSR1. Le show runner de cette saison est pour la dernière fois Mike Scully qui produit dix-sept épisodes, les quatre autres ayant été produits lors de la saison précédente.
Le douzième épisode de la série, Tennis la malice, est entièrement réalisé et colorisé par ordinateur. Cela constitue un test de la part des équipes de production qui peinent à trouver des animateurs traditionnels. Le passage au numérique sera officialisé lors de la quatorzième saison. Pendant la production de la saison, deux jeux vidéo basés sur Les Simpson sont publiés. The Simpsons Wrestling, un jeu de catch, est jugé très laid, répétitif et raté, tandis que The Simpsons: Road Rage sera plus reconnu. Néanmoins, en raison des similitudes avec le jeu Crazy Taxi, l'éditeur porte plainte à l'égard de Fox Interactive et demande un dédommagement financier. L'issue du procès reste confidentielle.
La saison reçoit des critiques mitigées mais remporte l'Emmy Award du meilleur programme d'animation de moins d'une heure, un Annie Award, un Board of Directors Ongoing Commitment Award et un Kid's Choice Award. Elle est également nommée dans deux autres catégories des Emmy Awards. Elle est classée vingt-et-unième des audiences de la saison aux États-Unis avec une moyenne de 14,7 millions de téléspectateurs par épisode. Le coffret DVD de la saison, à l'effigie du vendeur de BD, sort en région 1, le 18 août 2009, en région 2 le 28 septembre et le 2 septembre de la même année en région 4.

## Production
Le show runner de la douzième saison est pour la quatrième et dernière fois Mike Scully. Il reviendra lors de la quatorzième saison comme scénariste et producteur délégué de l'épisode Homer Like a Rolling Stone. Mike Scully est proche des membres de son équipe et beaucoup d'entre eux saluent ses compétences en organisation et en gestion. Le scénariste Tom Martin déclare qu'il est « probablement le meilleur patron pour lequel [il] ait jamais travaillé » et qu'il est « un grand directeur de ressources humaines ». Le but de Scully lorsqu'il dirige Les Simpson est de « ne pas démolir la série ». Les épisodes Simpson Horror Show XI, La Bataille des deux Springfield, Une fille de clown et Le Cerveau font partie de la production de la saison précédente. Le douzième épisode de la série, Tennis la malice, est entièrement réalisé et colorisé par ordinateur. Un test identique a été effectué lors de la septième saison avec l'épisode Radioactive Man. Ces tests de la part des producteurs cherchent à répondre à la difficulté grandissante de trouver des animateurs utilisant les techniques traditionnelles. Le passage au numérique sera effectif lors de la quatorzième saison.
Don Payne, John Frink et Bob Bendetson écrivent tous leur premier scénario lors de cette saison, alors que Julie Thacker et Tom Martin quittent la série à son terme,. Lauren MacMullan et Shaun Cashman réalisent quant à eux leur premier épisode à cette occasion,, et Tom Gammill et Max Pross sont promus producteurs.

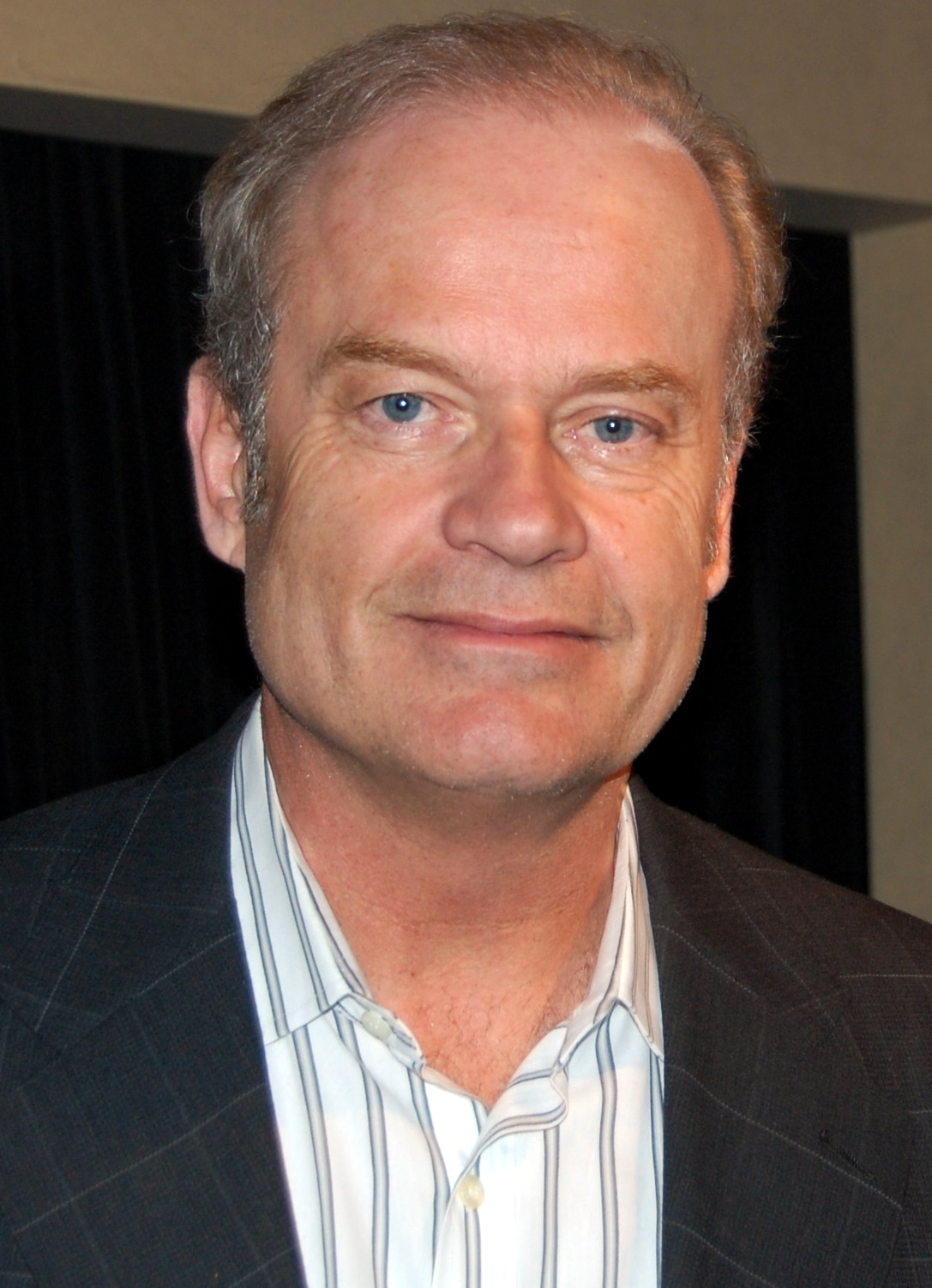
La saison est marquée par le retour de Tahiti Bob et de son doubleur Kelsey Grammer.

Pendant la production de la saison, sortent deux jeux vidéo sur Les Simpson : The Simpsons Wrestling et The Simpsons: Road Rage. Le premier, un jeu de catch, est jugé par les critiques « très laid, répétitif, et au gameplay tout simplement raté ». Le deuxième, un jeu de voitures permettant d'aller à la rencontre de plusieurs personnages de Springfield, est plus apprécié. Néanmoins, le jeu présente plusieurs similitudes avec Crazy Taxi, sorti un an plus tôt. Sega, l'éditeur de Crazy Taxi attaque en justice la Fox Interactive, souhaitant que la vente du jeu soit arrêtée et demandant un dédommagement financier. Finalement, l'issue du procès reste confidentielle.
Dans l'épisode Bart et son boys band, le personnage de LT Smash détruit la tour Mad à New York. Après les attentats du 11 septembre 2001, l'épisode ne sera plus rediffusé à la télévision américaine. La saison est également marquée par le retour, après quatre ans d'absence, de Tahiti Bob et de son doubleur Kelsey Grammer dans l'épisode La Vengeance du clown.
La saison est diffusée pour la première fois aux États-Unis entre le 1er novembre 2000 et le 20 mai 2001. En France, elle est diffusée du 28 août 2001 au 5 novembre 2001 sur Canal+ et en Belgique du 24 septembre 2001 au 22 octobre 2001 sur Club RTL. Les personnages de Frankie « Le Bavard » et Sophie Krustofski font leur première apparition lors de cette saison.

## Accueil

### Audiences
Les épisodes de cette saison sont comme à l'accoutumée diffusés à 20 h tous les dimanches. La saison se positionne à la vingt-et-unième place du classement des audiences américaines de la saison 2000-2001, avec une moyenne de 14,7 millions de téléspectateurs, soit une augmentation de 6 % par rapport à la saison précédente. Les Simpson est le deuxième programme de la Fox le plus regardé après L'Île de la tentation.

### Réception critique

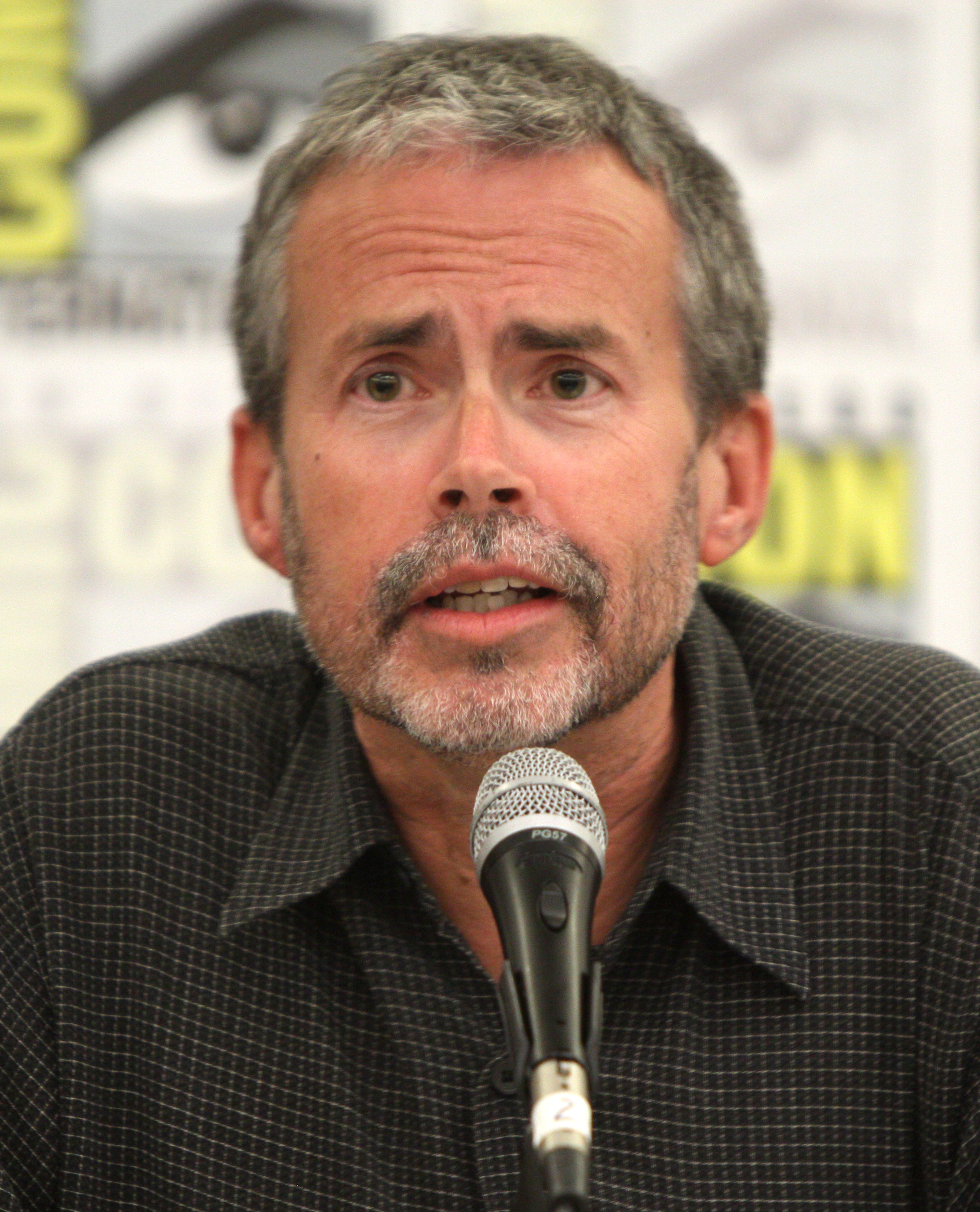
Mike Scully, show runner de la saison, est parfois tenu responsable de la baisse de qualité des Simpson pendant les saisons qu'il supervise.

La saison reçoit des critiques mitigées. Matt Haigh de Den of Geek déclare que « les mauvais épisodes de cette saison ne sont jamais horribles, ils sont plutôt un peu ennuyeux et vous feront bâiller au bout de dix minutes ». Son avis sur la saison 12 est donc très partagé. En 2010, Nancy Basile du site Animated TV dresse la liste des épisodes de cette saison à voir et à ne pas voir. La première contient six épisodes dont La Vengeance du clown qui l'a tenue en haleine. La deuxième contient trois épisodes qu'elle a « détesté ».
Mike Scully, qui est show runner de la série depuis la neuvième saison, est tenu responsable de la baisse de qualité par de nombreuses critiques,. Un op-ed de Chris Suellentrop publié dans le magazine Slate avance que Les Simpson sont passés d'un programme réaliste à propos de la vie de famille à un cartoon typique pendant que Scully est le show runner : « sous le mandat de Scully, Les Simpson sont devenus, bel et bien, un cartoon. [...] Les épisodes qui autrefois se seraient terminés avec Marge et Homer faisant du vélo au coucher du soleil se terminent maintenant avec Homer tirant une fléchette tranquillisante dans le cou de Marge. Pendant les années Scully le programme est toujours aussi drôle, mais il n'est plus aussi touchant ». John Ortved, dans son livre The Simpsons: An Uncensored, Unauthorized History, stipule que « les épisodes de Scully excellent en comparaison de ce que Les Simpson diffusent aujourd'hui, mais il était à la tête lorsque le bateau se retourna vers l'iceberg ». Les Simpson sous Mike Scully sont comparés négativement à un « déluge de gags lourds et centrés sur Homer » par Jon Bonné de MSNBC, et plusieurs adeptes de la série déplorent la transformation d'Homer pendant cette période ; il est selon eux passé d'un personnage doux et sincère à un lourdaud grossier et auto-satisfait, le surnommant le « Jerkass Homer » ce qui peut être traduit par « Homer le Gros Con »,,.
Tom Martin, scénariste de la série, raconte dans le livre de John Ortved qu'il ne comprend pas les critiques à l'égard de Mike Scully, car il pense qu'il dirige bien le programme. Selon lui, les critiques ont touché Scully mais il arrive à ne pas s'énerver à cause d'elles. John Ortved ajoute dans son ouvrage qu'il est difficile de quantifier la part de responsabilité de Mike Scully dans le déclin de la série, et que blâmer seulement le show runner pour la perte de qualité du programme est « injuste ». Il écrit également que quelques épisodes des deux premières saisons de Scully, comme La Dernière Invention d'Homer et Homer fait son cinéma, sont mieux que certains épisodes des deux saisons précédentes.
L'épisode Triple Erreur prend la place du meilleur épisode de la saison dans le classement des meilleurs épisodes des vingt premières saisons, effectué par le site IGN en 2010. Pour la première fois de l'histoire de la série, aucune célébrité invitée au cours de cette saison n'apparaît dans le classement dressé par IGN des vingt-cinq meilleures apparitions de célébrités.

### Récompenses et nominations

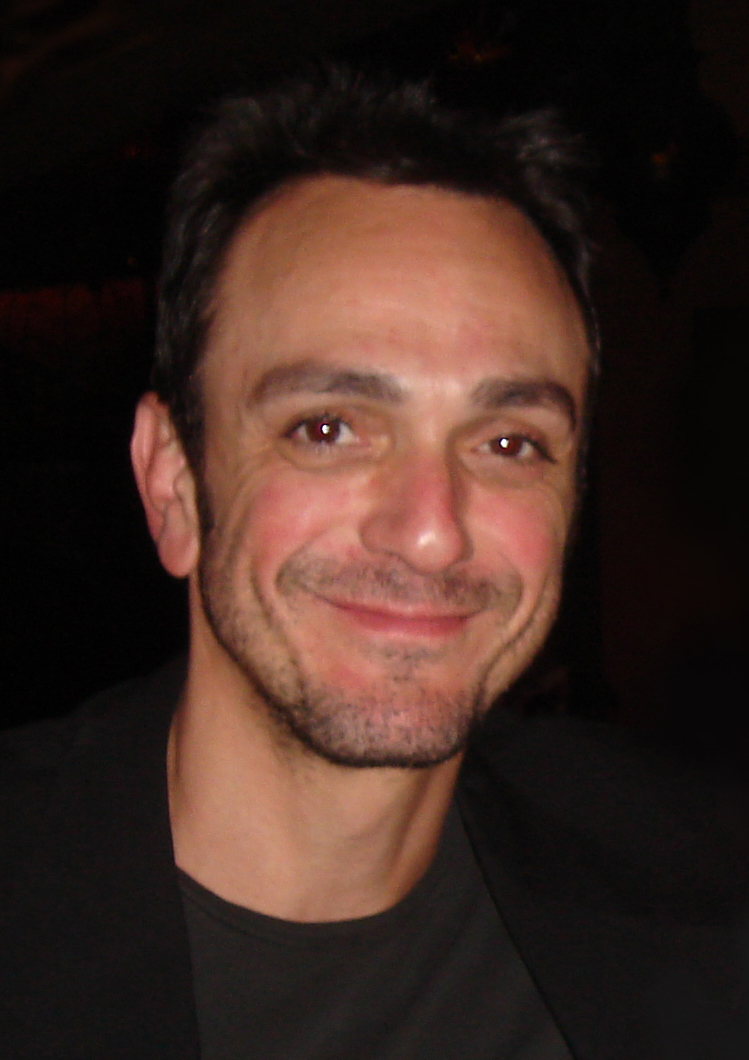
Hank Azaria est nommé pour l'Emmy Award du meilleur doublage pour l'épisode Le Pire Épisode.

L'épisode Le Cerveau est nommé pour plusieurs récompenses. Le scénariste Al Jean reçoit l'Emmy Award du meilleur programme d'animation de moins d'une heure, le onzième de la série. L'épisode remporte également l'Annie Award du meilleur scénario pour une production télévisuelle animée. La saison est également nommée aux Emmy Awards dans la catégorie de la meilleure musique dans une série pour Alf Clausen dans l'épisode Le Safari des Simpson et dans celle du meilleur doublage pour Hank Azaria dans l'épisode Le Pire Épisode,. Le personnage de Lisa Simpson remporte également un Board of Directors Ongoing Commitment Award pour son engagement à propos de l'environnement. Cette saison gagne aussi le prix du cartoon préféré aux Kids' Choice Awards de 2002.

## Épisodes
| № | #  | Titre                                                                                       | Réalisation       | Scénario                                             | Première diffusion                 | Code de prod. | Audience (en millions) |
| --- | -- | ------------------------------------------------------------------------------------------- | ----------------- | ---------------------------------------------------- | ---------------------------------- | ------------- | ---------------------- |
| 249 | 1  | Simpson Horror Show XI (Le Spécial Halloween des Simpson XI) Treehouse of Horror XI         | Matthew Nastuk    | Rob LaZebnik, John Frink, Don Payne et Carolyn Omine | 1er novembre 2000 30 octobre 2001  | BABF21        | 13,9                   |
| P-p papa f-f- fantôme : Comme prévu par son horoscope, Homer meurt étouffé par un brocoli. Une fois au paradis, Saint Pierre lui refuse l'accès et l'informe que pour pouvoir y entrer il a 24 heures pour faire une bonne action. Scary Tales Can Come True : La famille Simpson vit dans une citrouille. Homer perd son travail et décide d'abandonner ses enfants dans la forêt. La Nuit du dauphin : Lisa, peinée par sa captivité, libère un dauphin de l'aquarium public. Celui-ci forme alors une armée de dauphins et entreprend d'occuper la Terre, en commençant par Springfield...                                                                             |    |                                                                                             |                   |                                                      |                                    |               |                        |
| 250 | 2  | La Bataille des deux Springfield (Un code, une ville) A Tale of Two Springfields            | Shaun Cashman     | John Swartzwelder                                    | 5 novembre 2000 28 août 2001       | BABF20        | 16,2                   |
| La ville de Springfield est divisée en deux zones : une qui a conservé l'indicatif téléphonique habituel et l'autre qui en a un nouveau. Lorsque la radio KBBL tire au sort le numéro des Simpson pour remporter une place au concert des Who, Homer est très excité. Le numéro tiré a cependant l'autre indicatif ; son téléphone ne sonne donc pas et quelqu'un d'autre remporte le lot. Il décide alors de fonder le Nouveau Springfield et en devient le maire... |    |                                                                                             |                   |                                                      |                                    |               |                        |
| 251 | 3  | Une fille de clown (La fille du clown est triste) Insane Clown Poppy                        | Bob Anderson      | John Frink et Don Payne                              | 12 novembre 2000 18 octobre 2001   | BABF17        | 16,4                   |
| Le jour de son anniversaire, Bart et Homer chamboulent toute la chambre de Lisa. Pour se faire pardonner, ils l'emmènent au Salon du livre où Krusty dédicace son nouvel ouvrage. Dans la queue se trouve une jeune fille ressemblant étrangement à Krusty et déclarant qu'elle est sa fille. Ce dernier lui promet de la revoir et de rattraper le temps perdu. Ne sachant pas comment s'y prendre, il demande conseil à Homer... |    |                                                                                             |                   |                                                      |                                    |               |                        |
| 252 | 4  | Touche pas à ma forêt (Lisa sauve la planète) Lisa the Tree Hugger                          | Steven Dean Moore | Matt Selman                                          | 19 novembre 2000 3 septembre 2001  | CABF01        | 14,9                   |
| Pendant que Bart enchaîne les petits boulots afin de pouvoir se payer la nouvelle console de jeux, Lisa rencontre Jesse, un militant écologiste qui veut empêcher la destruction de la forêt équatoriale. Lisa rejoint sa cause et Jesse lui demande de dormir dans le plus vieil arbre de Springfield pour éviter qu'il soit abattu... |    |                                                                                             |                   |                                                      |                                    |               |                        |
| 253 | 5  | La Dignité d'Homer (Le Fou du roi) Homer vs. Dignity                                        | Neil Affleck      | Rob LaZebnik                                         | 26 novembre 2000 6 septembre 2001  | CABF04        | 15,0                   |
| Au moment de payer l'addition au restaurant, la carte de crédit d'Homer est refusée. Après avoir consulté un expert, les Simpson constatent qu'ils sont ruinés. Découragé, Homer demande à M. Burns une augmentation. Celui-ci choisit de plutôt le payer pour le distraire en attendant que Smithers rentre de vacances... |    |                                                                                             |                   |                                                      |                                    |               |                        |
| 254 | 6  | Le Site inter (pas) net d'Homer (Homer et son site internet) The Computer Wore Menace Shoes | Mark Kirkland     | John Swartzwelder                                    | 3 décembre 2000 10 septembre 2001  | CABF02        | 15,6                   |
| Homer ne comprend pas pourquoi la centrale nucléaire est fermée, jusqu'à ce que Carl et Lenny lui expliquent que tous les employés ont été prévenus par mail. Homer n'ayant pas d'ordinateur, il s'empresse d'en acheter un. Après quelques explications de la part de Lisa, il crée son site web. Afin d'attirer de plus en plus de visiteurs, il décide de révéler, sous le pseudonyme de Monsieur X, des potins et scandales... |    |                                                                                             |                   |                                                      |                                    |               |                        |
| 255 | 7  | Les Escrocs (L'Arnaque 2 : Une affaire de famille) The Great Money Caper                    | Michael Polcino   | Carolyn Omine                                        | 10 décembre 2000 13 septembre 2001 | CABF03        | 16,8                   |
| Au restaurant, Homer offre une boîte de magie à Bart. En rentrant, un esturgeon tombe sur le capot de la voiture. La réparation des dégâts s'élevant à plus de six mille dollars, Homer décide de gagner de l'argent en faisant des spectacles de magie avec Bart. Ces spectacles ne rapportent rien et Homer, tenant Bart pour responsable, l'empêche de rentrer à la maison. Les gens prennent alors Bart en pitié et lui donnent de l'argent. Très vite Homer et Bart voient là une occasion de se remplir rapidement et facilement les poches et décident d'escroquer les gens...                                                                                     |    |                                                                                             |                   |                                                      |                                    |               |                        |
| 256 | 8  | À bas le sergent Skinner (La Tempête du siècle) Skinner's Sense of Snow                     | Lance Kramer      | Tim Long                                             | 17 décembre 2000 17 septembre 2001 | CABF06        | 15,9                   |
| Une tempête s'abat sur Springfield. La neige recouvre la ville et tout le monde s'arrête de travailler, sauf l'école élémentaire qui accueille encore les élèves. Le principal Skinner montre aux enfants un film qui les ennuie terriblement. Lorsqu'il est l'heure de sortir, tous les élèves, soulagés, se précipitent vers la sortie. Mais l'euphorie laisse vite place à l'amertume lorsqu'ils se rendent compte qu'ils ne peuvent sortir, la porte étant bloquée par la neige... |    |                                                                                             |                   |                                                      |                                    |               |                        |
| 257 | 9  | Le Cerveau (Activité coloriage) HOMR                                                        | Mike B. Anderson  | Al Jean                                              | 7 janvier 2001 20 septembre 2001   | BABF22        | 18,5                   |
| Lors d'un festival, Homer essaie une combinaison permettant d'animer un chien en capturant ses mouvements. Persuadé de pouvoir faire fortune grâce à cette innovation, il achète toutes les actions de la société. Le lendemain, la société dépose le bilan : Homer est ruiné. Pour gagner de l'argent, il se propose comme cobaye avec Barney dans un centre de recherche médicale. Après quelques tests les chercheurs découvrent qu'un crayon est logé dans son cerveau... |    |                                                                                             |                   |                                                      |                                    |               |                        |
| 258 | 10 | L'Orgueil du puma (Marge et ses prisonniers) Pokey Mom                                      | Bob Anderson      | Tom Martin                                           | 14 janvier 2001 24 septembre 2001  | CABF05        | 15,0                   |
| À la suite d'un rodéo organisé par la prison, Homer se retrouve à l'infirmerie. En rendant visite à son mari, Marge fait la rencontre de Jack Crowley, un détenu au talent artistique prononcé. Elle décide alors de faire du bénévolat au pénitencier en donnant des cours d'art plastique. Convaincu par les arguments de Marge, la commission de suivi des peines libère Jack de prison sous sa responsabilité. Les Simpson l'hébergent donc et Marge lui trouve un travail à l'école élémentaire... |    |                                                                                             |                   |                                                      |                                    |               |                        |
| 259 | 11 | Le Pire Épisode (Le Pire Épisode de l'histoire) Worst Episode Ever                          | Matthew Nastuk    | Larry Doyle                                          | 4 février 2001 27 septembre 2001   | CABF08        | 18,5                   |
| Alors que Bart est avec Milhouse au magasin de bandes dessinées pour dépenser tout l'argent que son père lui a donné à la suite d'un pari, ils aperçoivent Mme Prince en train de se faire escroquer par le vendeur. Celui-ci, n'appréciant pas du tout que les deux enfants lui aient fait rater son coup, leur interdit de remettre les pieds dans sa boutique. Mais pendant un spectacle le vendeur a une crise cardiaque et Bart et Milhouse lui sauvent la vie en appelant une ambulance. Reconnaissant, il leur confie son magasin pendant sa convalescence... |    |                                                                                             |                   |                                                      |                                    |               |                        |
| 260 | 12 | Tennis la malice (Tennis la petite peste) Tennis the Menace                                 | Jen Kamerman      | Ian Maxtone-Graham                                   | 11 février 2001 1er octobre 2001   | CABF07        | 14,0                   |
| Accablé par le prix exorbitant qu'il devrait payer si Abraham mourait, Homer l'abandonne avec les loups et préfère se construire un terrain de tennis dans son jardin. Rapidement les habitants de la ville viennent rencontrer Homer et Marge pour profiter de leur tout nouvel achat. Mais Homer ne sait pas jouer et les Simpson deviennent vite la risée de Springfield. Homer décide alors de s'entraîner et de s'inscrire à un tournoi... |    |                                                                                             |                   |                                                      |                                    |               |                        |
| 261 | 13 | La Vengeance du clown (Dernier Tour de piste) Day of the Jackanapes                         | Michael Marcantel | Al Jean                                              | 18 février 2001 4 octobre 2001     | CABF10        | 15,4                   |
| Lorsque Tahiti Bob apprend que Krusty arrête son émission et qu'il a effacé toutes traces des anciennes émissions, il cherche à se faire libérer de prison. Une fois libre, il élabore un plan afin de tuer son vieil ami, Bart. Il se fait embaucher par le principal Skinner pour s'approcher de Bart, puis l'hypnotise et se sert de lui pour son stratagème... |    |                                                                                             |                   |                                                      |                                    |               |                        |
| 262 | 14 | Bart et son boys band (Les New Kids on the Bart) New Kids on the Blecch                     | Steven Dean Moore | Tim Long                                             | 25 février 2001 8 octobre 2001     | CABF12        | 18,1                   |
| Homer participe au marathon de Springfield. Juste avant la ligne d'arrivée, Bart se déguise, prend la place de son père et gagne la course. À la remise des prix il est démasqué et la foule se jette sur lui. Sa seule échappatoire est l'étranger qui lui tend la main depuis sa voiture. Ce dernier lui dit qu'il cherche un garçon de la trempe de Bart pour terminer la composition du boys band qu'il va produire. Bart accepte et l'homme lui présente les autres membres du groupe : Milhouse, Nelson et Ralph... |    |                                                                                             |                   |                                                      |                                    |               |                        |
| 263 | 15 | Homer fait la grève de la faim (Ventre plein n'a pas d'Homer) Hungry Hungry Homer           | Nancy Kruse       | John Swartzwelder                                    | 4 mars 2001 11 octobre 2001        | CABF09        | 17,6                   |
| Pris d'un accès de générosité, Homer décide de venir en aide aux plus faibles. Après avoir récupéré la pièce manquante de la tour Eiffel en Blockos de Lisa, il va voir le propriétaire des Isotopes, l'équipe de base-ball de Springfield, pour qu'il rembourse l'abonnement de Lenny. Celui-ci refuse et Homer quitte le bureau ; en se trompant de porte, il apprend que les Isotopes vont déménager à Albuquerque. Afin de faire éclater le scandale, il s'engage dans une grève de la faim... |    |                                                                                             |                   |                                                      |                                    |               |                        |
| 264 | 16 | La Brute et les Surdoués (La Classe de tous les dangers) Bye Bye Nerdy                      | Lauren MacMullan  | John Frink et Don Payne                              | 11 mars 2001 15 octobre 2001       | CABF11        | 16,1                   |
| Francine, une nouvelle élève, débarque à l'école de Springfield. Lisa comprend qu'elle va avoir du mal à s'intégrer et s'approche d'elle pour être son amie. Mais cette dernière la frappe. Lisa a beau persévérer, rien n'y fait, Francine a vraiment un problème avec elle. Pendant ce temps Homer s'engage dans la protection des nouveau-nés face aux dangers quotidiens... |    |                                                                                             |                   |                                                      |                                    |               |                        |
| 265 | 17 | Le Safari des Simpson (Les Simpson au Congo) Simpson Safari                                 | Mark Kirkland     | John Swartzwelder                                    | 1er avril 2001 30 août 2001        | CABF13        | 13,3                   |
| Homer provoque une grève des remplisseurs de sacs et déclenche une pénurie alimentaire à Springfield. Petit Papa Noël a du flair : il découvre au grenier une vieille boîte de gâteaux. Homer les engloutit tous d'un coup et tombe sur une girafe en or. Les Simpson ont gagné un safari au Congo... |    |                                                                                             |                   |                                                      |                                    |               |                        |
| 266 | 18 | Triple Erreur (Si tu donnes un pouce...) Trilogy of Error                                   | Mike B. Anderson  | Matt Selman                                          | 29 avril 2001 22 octobre 2001      | CABF14        | 14,4                   |
| L'histoire est suivie selon différents points de vue. Dans un premier temps l'épisode suit celui d'Homer. On le voit en train d'abîmer le robot fabriqué par Lisa puis de se faire couper le pouce par Marge qui coupe un brownie. Marge emmène alors son mari à l'hôpital pour se faire recoudre le pouce. En route il boit quelques bières chez Moe puis il se rend compte que Marge a disparu et que la clinique brûle. En repartant en direction de Shelbyville une explosion retentit et la tête du robot de Lisa tombe à ses pieds. L'épisode enchaîne alors sur le point de vue de Lisa...                                                                         |    |                                                                                             |                   |                                                      |                                    |               |                        |
| 267 | 19 | Le Miracle de Maude (Le Seigneur est mon parc Belmont) I'm Goin' to Praiseland              | Chuck Sheetz      | Julie Thacker                                        | 6 mai 2001 25 octobre 2001         | CABF15        | 13,1                   |
| Ned fait appel à Homer pour l'aider à aborder la chanteuse Rachel Jordan. Celle-ci passe la nuit chez lui et se rend compte qu'il a beaucoup de mal à oublier Maude. Le lendemain à son réveil, elle constate avec effroi que Ned lui a coupé les cheveux pour qu'elle ressemble à son épouse disparue. Elle le quitte alors prestement. Les Simpson encouragent Ned à se débarrasser de tout ce qui pourrait lui faire penser à Maude. Dans ses affaires ils trouvent un cahier contenant un croquis dans lequel elle avait projeté d'ouvrir un parc d'attractions chrétien. Les Flanders et Les Simpson entreprennent alors la construction de Ferveurland...           |    |                                                                                             |                   |                                                      |                                    |               |                        |
| 268 | 20 | La Garderie d'Homer (Le Cave qui berce l'enfant) Children of a Lesser Clod                  | Michael Polcino   | Al Jean                                              | 13 mai 2001 29 octobre 2001        | CABF16        | 13,8                   |
| Lorsque Homer se brise les ligaments en jouant au basket, le Dr Hibbert lui interdit de se servir de sa jambe pendant deux semaines. Pour Homer le temps est long à la maison. Ned lui demande alors de le dépanner en gardant ses enfants. Ces derniers sont si contents de l'après-midi qu'ils ont passé avec Homer qu'ils demandent à leur père s'il peut les garder tous les jours. Cette occasion donne l'idée à Homer d'ouvrir une garderie pour s'occuper. Mais Bart et Lisa n'apprécient guère de voir leur père aux petits soins avec d'autres enfants... |    |                                                                                             |                   |                                                      |                                    |               |                        |
| 269 | 21 | Histoires de clochard (La Légende du géant Homer) Simpsons Tall Tales                       | Bob Anderson      | John Frink, Don Payne, Bob Bendetson et Matt Selman  | 20 mai 2001 5 novembre 2001        | CABF17        | 13,4                   |
| Les Simpson partent pour le Delaware, mais Homer refuse de payer la taxe d'embarquement à l'aéroport. Toute la famille est alors contrainte de voyager à bord d'un train de marchandises pour ne rien payer. Ils y rencontrent un vieux clochard qui va leur raconter trois histoires incarnées par les membres de la famille Simpson. La première est celle d'un géant, Homer, qui détruit tout sur son passage et qui tombe amoureux d'une jeune femme, Marge. La deuxième est celle d'une jeune fille du Far West, Lisa, qui lutte contre le massacre des bisons et la troisième est celle de deux enfants, Bart et Nelson, qui descendent le Mississippi en radeau... |    |                                                                                             |                   |                                                      |                                    |               |                        |

## Invités

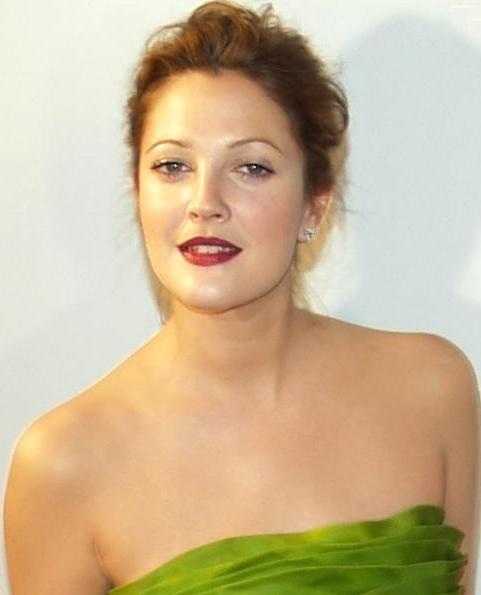
Drew Barrymore prête sa voix à Sophie, la fille de Krusty dans l'épisode Une fille de clown.

La série Les Simpson fait souvent appel à des guest stars afin qu'elles prêtent leur voix à un personnage ou qu'elles interprètent leur propre rôle. Vingt-huit célébrités font partie du casting de cette douzième saison. La première est Gary Coleman, l'interprète d'Arnold dans la série Arnold et Willy, qui tient son propre rôle dans le deuxième épisode, La Bataille des deux Springfield et dans le treizième, La Vengeance du clown,. Le deuxième épisode fait également appel au groupe de rock britannique The Who. Dans le troisième épisode, Une fille de clown, de nombreuses célébrités peuvent être croisées dans le salon du livre. Parmi elles se trouvent Jay Mohr qui interprète le rôle de Christopher Walken, Stephen King, Amy Tan et John Updike dans leur propre rôle. Dans le même épisode Sophie, la fille de Krusty est interprétée par Drew Barrymore et Gros Tony est doublé par son doubleur habituel, Joe Mantegna. Gros Tony fait également une apparition dans l'épisode Triple Erreur. Dans Touche pas à ma forêt, Jesse, le militant écologiste que Lisa rencontre, est doublé par l'acteur canadien Joshua Jackson.

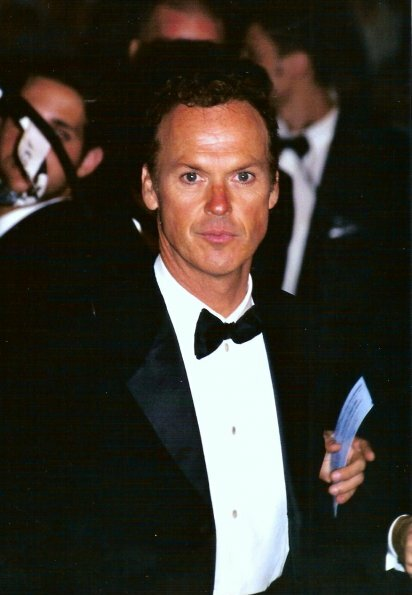
Michael Keaton interprète l'artiste libéré sous caution par Marge, Jack Crowley, dans l'épisode L'Orgueil du puma.

Dans l'épisode La Dignité d'Homer, l'actrice américaine Leeza Gibbons joue son propre rôle. L'épisode Le Site inter (pas) net d'Homer fait appel à Patrick McGoohan pour interpréter son personnage de la série Le Prisonnier, Numéro six. Dans le septième épisode, Les Escrocs, Edward Norton prête sa voix au magicien de close-up, Devon Bradley. Le guitariste des Doors, Robby Krieger, devait également apparaître dans cet épisode, mais sa scène a été retirée car Mike Scully, le show runner de l'épisode, l'a jugée superflue. L'acteur américain Bruce Vilanch tient son propre rôle dans l'épisode L'Orgueil du puma aux côtés de Charles Napier, Michael Keaton et Robert Schimmel dans les rôles respectifs du gardien de la prison, de Jack Crowley et d'un prisonnier condamné à mort. L'épisode suivant, Le Pire Épisode, fait appel à l'acteur Tom Savini dans son propre rôle.

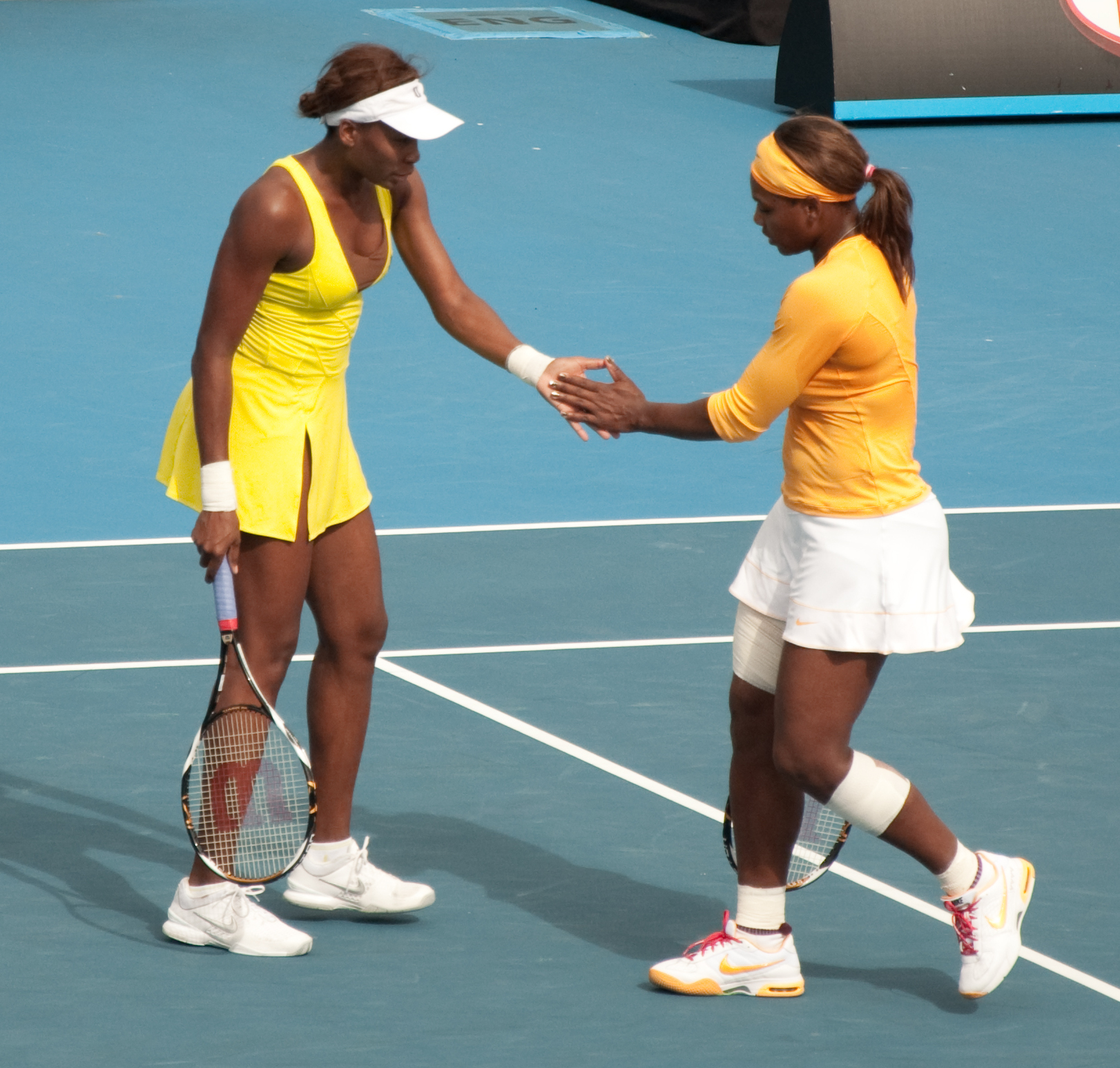
Venus et Serena Williams interprètent leur propre rôle dans l'épisode Tennis la malice.

Le douzième épisode de la saison, Tennis la malice, fait intervenir quatre joueurs de tennis professionnels : Andre Agassi, Pete Sampras et Serena et Venus Williams. L'épisode suivant, La Vengeance du clown, marque le retour de Tahiti Bob et de son doubleur attitré Kelsey Grammer. Dans Bart et son boys band, le boys band américain NSYNC, composé notamment de Justin Timberlake et Lance Bass, donne des conseils de chants et de danse au groupe de Bart. Le rôle du propriétaire des Isotopes, Howard K. Duff VIII, dans l'épisode Homer fait la grève de la faim, est tenu par l'acteur américain Stacy Keach. Francine la brute de l'épisode La Brute et les Surdoués est interprétée par l'humoriste Kathy Griffin pendant que Jan Hooks prête à nouveau sa voix à l'épouse d'Apu, Manjula. L'interprète de Malcolm dans la série éponyme, Frankie Muniz, donne voix au personnage de Thélonius dans l'épisode Triple Erreur. Enfin dans l'épisode Le Miracle de Maude, la chanteuse et petite amie temporaire de Ned, Rachel Jordan, est interprétée par Shawn Colvin.

## Sortie VHS et DVD
Depuis la cinquième saison, les saisons des Simpson ne sortent plus en coffret VHS. Néanmoins l'épisode La Bataille des deux Springfield apparaît dans la compilation Music sortie le 20 mars 2002.
La douzième saison est commercialisée par la 20th Century Studios Home Entertainment aux États-Unis et au Canada le 18 août 2009. En plus de chaque épisode de la saison, le coffret contient des bonus, des animatiques, des scènes coupées, des commentaires audio pour chaque épisode, et bien plus encore. Le coffret DVD de la première saison, sorti la même année que la diffusion de cette douzième saison, se vend à pratiquement 2 millions d'exemplaires, ce qui en fait le coffret DVD d'une série télévisée le plus vendu de l'histoire, jusqu'en 2004 où il se fait doubler par la première saison de Chappelle's Show, elle-même battue en 2007 par le coffret de Planète Terre,. Comme pour les saisons précédentes le coffret sort en deux formats différents, le format rectangulaire habituel et une « édition collector limité » dont la forme reprend, cette année-là, celle de la tête du vendeur de BD.
| L'intégrale de la saison 12 | | | | |
| Détails | Détails | Détails | Détails | Caractéristiques |
| - 21 épisodes - 4 disques - Aspect ratio 1.33:1 - Langues : - Anglais (Dolby Digital 5.1, avec sous-titres) - Français (Dolby Digital, avec sous-titres) - Espagnol (Dolby Digital, avec sous-titres) | - 21 épisodes - 4 disques - Aspect ratio 1.33:1 - Langues : - Anglais (Dolby Digital 5.1, avec sous-titres) - Français (Dolby Digital, avec sous-titres) - Espagnol (Dolby Digital, avec sous-titres) | - 21 épisodes - 4 disques - Aspect ratio 1.33:1 - Langues : - Anglais (Dolby Digital 5.1, avec sous-titres) - Français (Dolby Digital, avec sous-titres) - Espagnol (Dolby Digital, avec sous-titres) | - 21 épisodes - 4 disques - Aspect ratio 1.33:1 - Langues : - Anglais (Dolby Digital 5.1, avec sous-titres) - Français (Dolby Digital, avec sous-titres) - Espagnol (Dolby Digital, avec sous-titres) | - Un moment comique avec Matt Groening - Commentaires audio pour chaque épisode - Scènes coupées avec ou sans commentaires - Simpson Horror Show XI - La Bataille des deux Springfield - Une fille de clown - Touche pas à ma forêt - Le Site inter (pas) net d'Homer - Les Escrocs - À bas le sergent Skinner - Le Cerveau - L'Orgueil du puma - Le Pire Épisode - La Vengeance du clown - Bart et son boys band - Homer fait la grève de la faim - La Brute et les Surdoués - Triple Erreur - Le Miracle de Maude - La Garderie d'Homer - Histoires de clochard - Option linguistique - La Dignité d'Homer - Portugais - Hongrois - Ukrainien - Italien - Comic Book Guy : Best. Moments. Ever. Featurette - Global Fanfest - Galerie de croquis - Animatiques et storyboards des épisodes - Simpson Horror Show XI - La Vengeance du clown - Commentaires illustrés - Touche pas à ma forêt - Le Cerveau - Le Miracle de Maude - Publicités |
| Dates de sorties | | | | - Un moment comique avec Matt Groening - Commentaires audio pour chaque épisode - Scènes coupées avec ou sans commentaires - Simpson Horror Show XI - La Bataille des deux Springfield - Une fille de clown - Touche pas à ma forêt - Le Site inter (pas) net d'Homer - Les Escrocs - À bas le sergent Skinner - Le Cerveau - L'Orgueil du puma - Le Pire Épisode - La Vengeance du clown - Bart et son boys band - Homer fait la grève de la faim - La Brute et les Surdoués - Triple Erreur - Le Miracle de Maude - La Garderie d'Homer - Histoires de clochard - Option linguistique - La Dignité d'Homer - Portugais - Hongrois - Ukrainien - Italien - Comic Book Guy : Best. Moments. Ever. Featurette - Global Fanfest - Galerie de croquis - Animatiques et storyboards des épisodes - Simpson Horror Show XI - La Vengeance du clown - Commentaires illustrés - Touche pas à ma forêt - Le Cerveau - Le Miracle de Maude - Publicités |
| Région 1 | Région 2 | Région 4 | | - Un moment comique avec Matt Groening - Commentaires audio pour chaque épisode - Scènes coupées avec ou sans commentaires - Simpson Horror Show XI - La Bataille des deux Springfield - Une fille de clown - Touche pas à ma forêt - Le Site inter (pas) net d'Homer - Les Escrocs - À bas le sergent Skinner - Le Cerveau - L'Orgueil du puma - Le Pire Épisode - La Vengeance du clown - Bart et son boys band - Homer fait la grève de la faim - La Brute et les Surdoués - Triple Erreur - Le Miracle de Maude - La Garderie d'Homer - Histoires de clochard - Option linguistique - La Dignité d'Homer - Portugais - Hongrois - Ukrainien - Italien - Comic Book Guy : Best. Moments. Ever. Featurette - Global Fanfest - Galerie de croquis - Animatiques et storyboards des épisodes - Simpson Horror Show XI - La Vengeance du clown - Commentaires illustrés - Touche pas à ma forêt - Le Cerveau - Le Miracle de Maude - Publicités |
| 18 août 2009 | 28 septembre 2009 | 2 septembre 2009 | | - Un moment comique avec Matt Groening - Commentaires audio pour chaque épisode - Scènes coupées avec ou sans commentaires - Simpson Horror Show XI - La Bataille des deux Springfield - Une fille de clown - Touche pas à ma forêt - Le Site inter (pas) net d'Homer - Les Escrocs - À bas le sergent Skinner - Le Cerveau - L'Orgueil du puma - Le Pire Épisode - La Vengeance du clown - Bart et son boys band - Homer fait la grève de la faim - La Brute et les Surdoués - Triple Erreur - Le Miracle de Maude - La Garderie d'Homer - Histoires de clochard - Option linguistique - La Dignité d'Homer - Portugais - Hongrois - Ukrainien - Italien - Comic Book Guy : Best. Moments. Ever. Featurette - Global Fanfest - Galerie de croquis - Animatiques et storyboards des épisodes - Simpson Horror Show XI - La Vengeance du clown - Commentaires illustrés - Touche pas à ma forêt - Le Cerveau - Le Miracle de Maude - Publicités |